# Franz von Lenbach
Franz von Lenbach, narozen jako Franz Seraph Lenbach (13. prosince 1836 Schrobenhausen – 6. května 1904 Mnichov), byl německý malíř, známý především jako portrétista.
Ve své době patřil k nejslavnějším středoevropským umělcům a pro svou vysokou společenskou prestiž a životní styl byl nazýván „knížetem malířů“. Zanechal po sobě portréty prominentů, jako byli oba němečtí císaři Vilém I. a Vilém II., rakouský František Josef I., papež Lev XIII. a především kancléř Otto von Bismarck, s nímž se přátelil a jehož portrétoval mnohokrát. Do rytířského stavu byl povýšen v roce 1882.